# Povos nórdicos
Os nórdicos ou norrenos eram um grupo etnolinguístico Germânico-setentrional do início da Idade Média, que falavam a língua nórdica antiga. O idioma pertence ao ramo germânico do norte das línguas indo-europeias e é o predecessor das línguas germânicas modernas da Escandinávia. Durante o final do século VIII, os noruegueses iniciaram uma expansão em larga escala em todas as direções, dando origem à Era Viquingue. Nos estudos em língua inglesa desde o século XIX, comerciantes, colonos e guerreiros nórdicos têm sido referidos como viquingues. A identidade dos nórdicos (Norsemen) deu origem aos seus descendentes modernos, os dinamarqueses, islandeses, [a] faroeses, [a] noruegueses e suecos, que são geralmente referidos como 'escandinavos' em vez de nórdicos.

## História dos termosNorsemaneNorthman

Expansão e zonas de influência viquingue

A palavra Norseman aparece pela primeira vez em inglês no início do século XIX: o atestado mais antigo da terceira edição do Oxford English Dictionary é de Harold the Dauntless, de Walter Scott, em 1817. A palavra foi cunhada usando o adjetivo norse, um préstimo inglês do holandês durante o século XVI com o sentido de 'norueguês' e que na época de Scott havia adquirido o sentido "de ou relacionado à Escandinávia ou seu idioma, especialmente nos tempos antigos ou medievais". Assim como no uso moderno da palavra viquingue, a palavra norseman não tem base particular no uso medieval.
O termo Norseman faz eco dos termos que significam 'Northman', aplicado aos falantes de nórdico pelos povos que estes encontraram durante a Idade Média. A velha palavra frâncica Nortmann ("Northman") foi latinizada como Normannus e consequentemente usada em textos latinos. A palavra latina Normannus penetrou o francês antigo como Normands. Dessa palavra originaram em português os normandos e a Normandia, que foi ocupada pelos nórdicos no século X.
A mesma palavra entrou nas línguas hispânicas e nas variedades locais de latim com formas que começam não apenas em n-, mas em l-, como lordomanni (aparentemente refletindo a dissimilação nasal nas línguas românicas locais). Este formulário pode, por sua vez, ter sido emprestado ao árabe: a importante fonte árabe primitiva Almaçudi identificou os invasores de Sevilha em 844 não só como Rūs, mas também al-lawdh’āna.

## Outros nomes

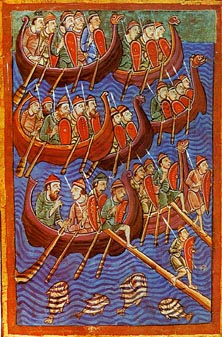
Nórdicos (viquingues) representados invadindo a Inglaterra. Ilustração iluminada da Miscelânea do século XII sobre a vida de St. Edmundo (Biblioteca e Museu Morgan)

Nos estudos modernos, viquingue é um termo comum referindo atacantes nórdicos, especialmente em conexão com ataques e saques monásticos pelos nórdicos às ilhas britânicas. Em nórdico antigo e inglês antigo, esse termo significava pirata.
Os eslavos, árabes e bizantinos conheciam-nos como os rus ou Rhōs (Ῥῶς), provável derivação de várias utilizações de rōþs-, isto é, "relacionado ao remo", ou da área de Roslagen, no centro-leste da Suécia, de onde a maioria dos nórdicos que visitavam as terras eslavas originou. Arqueólogos e historiadores contemporâneos acreditam que esses povoamentos escandinavos nas terras eslavas, deram origem aos nomes dos países: Rússia e Bielorrússia.

## Uso escandinavo moderno
As línguas escandinavas modernas têm um termo comum para os nórdicos: nordbo, ( em sueco:  nordborna, em dinamarquês:  nordboerne, em norueguês:  nordboerne ou nordbuane no plural definido), usado para referir povos antigos e modernos dos países nórdicos e falantes duma das línguas germânicas escandinavas.

## Geografia
Os escandinavos nórdicos estabeleceram poderes e populações no que é hoje a Grã-Bretanha (Inglaterra, Escócia, País de Gales), Irlanda, Islândia, Rússia, Bielorrússia, França, Sicília, Bélgica, Ucrânia, Finlândia, Estónia, Letónia, Lituânia, Alemanha, Polónia, Groenlândia, Canadá  e Ilhas Feroé.
Em Portugal (e Galiza) os nórdicos atacaram, invadiram e pilharam povoações costeiras, incluindo Lisboa, ao longo de vários séculos. Faziam incursões esporádicas mais no interior das rias nortenhas e continuaram a sul do Algarve, rumo ao Mediterrâneo e Norte de África. Existem algumas influências Nórdicas em populações costeiras na zona da Póvoa de Varzim onde as “marcas” ou Siglas Poveiras se identificam com “marka” rúnicas. A Lancha Poveira e outros tipos de embarcações tradicionais do Norte de Portugal são também atribuídas às incursões e pequenas populações viquingues estabelecidas entre os séculos IX e XI.